# ارنست گلد (آهنگساز)
ارنست گلد (انگلیسی: Ernest Gold؛ ۱۳ ژوئیهٔ ۱۹۲۱ – ۱۷ مارس ۱۹۹۹) یک آهنگساز اهل اتریش-ایالات متحده آمریکا بود.

## جوایز
وی برنده جوایزی همچون جایزه اسکار بهترین موسیقی فیلم شده‌است.

## بخشی از فیلم‌شناسی
- فیوری (مجموعه تلویزیونی) (۱۹۵۵–۱۹۶۰)
- خیلی زیاد، خیلی زود (۱۹۵۸)
- ستیزه‌جویان (۱۹۵۸)
- نبرد دریای کورال (فیلم) (۱۹۵۸)
- میراث باد (۱۹۶۰)
- خروج (۱۹۶۰)
- محاکمه در نورنبرگ (۱۹۶۱)
- دنیای دیوانه، دیوانه، دیوانه، دیوانه (۱۹۶۳)
- کشتی احمق‌ها (۱۹۶۵)
- راز سانتا ویتوریا (۱۹۶۹)
- صلیب آهنین (۱۹۷۷)
- تام هورن (۱۹۸۰)
- هاوایی فایو-او